# Seznam dílů seriálu V plamenech
Toto je seznam dílů seriálu V plamenech. Americký dramatický televizní seriál V plamenech měl premiéru 19. ledna 2020 na stanici Fox.

## Přehled řad
| Řada | Díly | Premiéra v USA | Premiéra v USA  | Premiéra v ČR      | Premiéra v ČR     |
| Řada | Díly | První díl      | Poslední díl    | První díl          | Poslední díl      |
| ---- | ---- | -------------- | --------------- | ------------------ | ----------------- |
| 1    | 10   | 19. ledna 2020 | 9. března 2020  | 26. září 2020      | 25. října 2020    |
| 2    | 14   | 18. ledna 2021 | 24. května 2021 | 14. června 2022    | 14. června 2022   |
| 3    | 18   | 3. ledna 2022  | 16. května 2022 | 14. června 2022    | 14. června 2022   |
| 4    | 18   | 24. ledna 2023 | 16. května 2023 | 15. března 2023    | 12. července 2023 |
| 5    | 12   | 23. září 2024  | 3. února 2025   | 27. listopadu 2024 | 12. února 2025    |

## Seznam dílů

### První řada (2020)
| Č. v seriálu | Č. v řadě | Původní název             | Český název           | Režie                 | Scénář                                 | Premiéra v USA | Premiéra v ČR  | Produkční kód | Sledovanost v USA (v milionech diváků) |
| ------------ | --------- | ------------------------- | --------------------- | --------------------- | -------------------------------------- | -------------- | -------------- | ------------- | -------------------------------------- |
| 1            | 1         | Pilot                     | Nový začátek          | Bradley Buecker       | Ryan Murphy, Brad Falchuk a Tim Minear | 19. ledna 2020 | 26. září 2020  | 1CJW01        | 11,41                                  |
| 2            | 2         | Yee-Haw                   | Otrava                | Bradley Buecker       | Tim Minear a Rashad Raisani            | 20. února 2020 | 27. září 2020  | 1CJW02        | 5,94                                   |
| 3            | 3         | Texas Proud               | Texaská pýcha         | Jennifer Lynch        | Kristy Lowrey                          | 27. února 2020 | 3. října 2020  | 1CJW04        | 5,58                                   |
| 4            | 4         | Act of God                | Boží trest            | Sharat Raju           | Molly Green a James Leffler            | 3. února 2020  | 4. října 2020  | 1CJW03        | 6,39                                   |
| 5            | 5         | Studs                     | Chlapské problémy     | Bradley Buecker       | Carly Soteras                          | 10. února 2020 | 10. října 2020 | 1CJW05        | 5,73                                   |
| 6            | 6         | Friends Like These        | Přátelství nadevše    | Marita Grabiak        | John Owen Lowe                         | 17. února 2020 | 11. října 2020 | 1CJW06        | 6,04                                   |
| 7            | 7         | Bum Steer                 | Nečekané překvapení   | John J. Gray          | Jill Snyder                            | 24. února 2020 | 17. října 2020 | 1CJW07        | 5,65                                   |
| 8            | 8         | Monster Inside            | Vnitřní démoni        | Gwyneth Horder-Payton | Tonya Kong                             | 2. března 2020 | 18. října 2020 | 1CJW08        | 5,61                                   |
| 9            | 9         | Awakening                 | Probuzení             | David Grossman        | Rashad Raisani                         | 9. března 2020 | 24. října 2020 | 1CJW09        | 5,38                                   |
| 10           | 10        | Austin, We Have a Problem | Austine, máme problém | Bradley Buecker       | Rashad Raisani a Tim Minear            | 9. března 2020 | 25. října 2020 | 1CJW10        | 5,38                                   |

### Druhá řada (2021)
| Č. v seriálu | Č. v řadě | Původní název                 | Český název       | Režie              | Scénář                        | Premiéra v USA  | Premiéra v ČR   | Produkční kód | Sledovanost v USA (v milionech diváků) |
| ------------ | --------- | ----------------------------- | ----------------- | ------------------ | ----------------------------- | --------------- | --------------- | ------------- | -------------------------------------- |
| 11           | 1         | Back in the Saddle            | Opět v sedle      | Bradley Buecker    | Tim Minear a Rashad Raisani   | 18. ledna 2021  | 14. června 2022 | 2CJW01        | 6,03                                   |
| 12           | 2         | 2100°                         | Erupce            | Bradley Buecker    | Molly Green a James Leffler   | 25. ledna 2021  | 14. června 2022 | 2CJW02        | 5,90                                   |
| 13           | 3         | Hold the Line                 | Nevzdávejte se    | Bradley Buecker    | Jessica Ball a John Owen Lowe | 1. února 2021   | 14. června 2022 | 2CJW03        | 6,14                                   |
| 14           | 4         | Friends with Benefits         | Přátelé s výhodou | Sanaa Hamri        | Carly Soteras a Jalysa Conway | 8. února 2021   | 14. června 2022 | 2CJW04        | 5,59                                   |
| 15           | 5         | Difficult Conversations       | Obtížné hovory    | Sanaa Hamri        | Wolfe Coleman                 | 15. února 2021  | 14. června 2022 | 2CJW05        | 5,73                                   |
| 16           | 6         | Everyone and Their Brother    | Minové pole       | Marcus Stokes      | Molly Green a James Leffler   | 22. února 2021  | 14. června 2022 | 2CJW06        | 5,36                                   |
| 17           | 7         | Displaced                     | Vysídlenci        | Paula Hunziker     | Jessica Ball                  | 1. března 2021  | 14. června 2022 | 2CJW07        | 5,34                                   |
| 18           | 8         | Bad Call                      | Zlé tušení        | Bradley Buecker    | Tonya Kong                    | 8. března 2021  | 14. června 2022 | 2CJW08        | 5,35                                   |
| 19           | 9         | Saving Grace                  | Světlá stránka    | Sharat Raju        | Tonya Kong a Wolfe Coleman    | 19. dubna 2021  | 14. června 2022 | 2CJW09        | 5,49                                   |
| 20           | 10        | A Little Help From My Friends | S pomocí přátel   | Marita Grabiak     | Jalysa Conway                 | 26. dubna 2021  | 14. června 2022 | 2CJW10        | 4,92                                   |
| 21           | 11        | Slow Burn                     | Pomalé hoření     | Chad Lowe          | John Owen Lowe                | 3. května 2021  | 14. června 2022 | 2CJW11        | 5,26                                   |
| 22           | 12        | The Big Heat                  | Žhář              | Ben Hernandez Bray | Carly Soteras                 | 10. května 2021 | 14. června 2022 | 2CJW12        | 4,91                                   |
| 23           | 13        | One Day                       | Jednoho dne       | Sanaa Hamri        | Tim Minear, Rashad Raisani    | 17. května 2021 | 14. června 2022 | 2CJW13        | 5,20                                   |
| 24           | 14        | Dust to Dust                  | Prach prachu      | Bradley Buecker    | Tim Minear, Rashad Raisani    | 24. května 2021 | 14. června 2022 | 2CJW14        | 5,21                                   |

### Třetí řada (2022)
| Č. v seriálu | Č. v řadě | Původní název                         | Český název              | Režie                        | Scénář                                                    | Premiéra v USA  | Premiéra v ČR   | Produkční kód | Sledovanost v USA (v milionech diváků) |
| ------------ | --------- | ------------------------------------- | ------------------------ | ---------------------------- | --------------------------------------------------------- | --------------- | --------------- | ------------- | -------------------------------------- |
| 25           | 1         | The Big Chill                         | Velká zima               | Bradley Buecker              | Tim Minear a Rashad Raisani                               | 3. ledna 2022   | 14. června 2022 | 3CJW01        | 5,50                                   |
| 26           | 2         | Thin Ice                              | Na tenkém ledě           | Bradley Buecker              | Trey Callaway a Carly Soteras                             | 10. ledna 2022  | 14. června 2022 | 3CJW02        | 5,03                                   |
| 27           | 3         | Shock & Thaw                          | Šok a tání               | Bradley Buecker              | Tim Minear, Rashad Raisani, Trey Callaway a Carly Soteras | 24. ledna 2022  | 14. června 2022 | 3CJW03        | 5,39                                   |
| 28           | 4         | Push                                  | Tlač                     | Marita Grabiak               | Tim Minear a Rashad Raisani                               | 31. ledna 2022  | 14. června 2022 | 3CJW08        | 6,01                                   |
| 29           | 5         | Child Care                            | Péče o dítě              | Brenna Malloy                | Jessica Ball a Jalysa Conway                              | 7. února 2022   | 14. června 2022 | 3CJW04        | 5,18                                   |
| 30           | 6         | The ATX-Files                         | Akta ATX                 | Yangzom Brauen               | Molly Green & James Leffler                               | 14. února 2022  | 14. června 2022 | 3CJW05        | 4,95                                   |
| 31           | 7         | Red vs Blue                           | Červená vs. modrá        | Chad Lowe                    | John Owen Lowe a Jamie Kessler                            | 21. února 2022  | 14. června 2022 | 3CJW06        | 5,13                                   |
| 32           | 8         | In the Unlikely Event of an Emergency | Kdyby náhodou            | John J. Gray                 | Matt Solik                                                | 28. února 2022  | 14. června 2022 | 3CJW07        | 4,82                                   |
| 33           | 9         | The Bird                              | Pták                     | Scott White                  | Wolfe Coleman                                             | 7. března 2022  | 14. června 2022 | 3CJW09        | 5,16                                   |
| 34           | 10        | Parental Guidance                     | Výchova                  | Ben Hernandez Bray           | Carly Soteras                                             | 14. března 2022 | 14. června 2022 | 3CJW10        | 4,64                                   |
| 35           | 11        | Prince Albert in a Can                | Princ Albert v plechovce | Bradley Buecker              | Jessica Ball                                              | 21. března 2022 | 14. června 2022 | 3CJW11        | 4,45                                   |
| 36           | 12        | Negative Space                        | Negativní prostor        | John J. Gray                 | Bob Goodman                                               | 28. března 2022 | 14. června 2022 | 3CJW12        | 3,85                                   |
| 37           | 13        | Riddle of the Sphynx                  | Záhada Sphynxu           | Tessa Blake                  | Jalysa Conway                                             | 11. dubna 2022  | 14. června 2022 | 3CJW13        | 4,24                                   |
| 38           | 14        | Impulse Control                       | Vztek pod kontrolou      | Bradley Buecker              | Trey Callaway                                             | 19. dubna 2022  | 14. června 2022 | 3CJW14        | 4,21                                   |
| 39           | 15        | Down To Clown                         | Za vším hledej klauna    | S.J. Main Muñoz              | Molly Green a James Leffler                               | 25. dubna 2022  | 14. června 2022 | 3CJW15        | 4,56                                   |
| 40           | 16        | Shift-Less                            | Budižkničemu             | Christine Khalafian          | Wolfe Coleman                                             | 2. května 2022  | 14. června 2022 | 3CJW16        | 4,27                                   |
| 41           | 17        | Spring Cleaning                       | Jarní úklid              | Chad Lowe                    | Jamie Kessler                                             | 9. května 2022  | 14. června 2022 | 3CJW17        | 4,80                                   |
| 42           | 18        | A Bright and Cloudless Morning        | Ráno bez mráčku          | Tim Minear a Bradley Buecker | Bob Goodman                                               | 16. května 2022 | 14. června 2022 | 3CJW18        | 4,63                                   |

### Čtvrtá řada (2023)
| Č. v seriálu | Č. v řadě | Původní název             | Český název          | Režie                 | Scénář                         | Premiéra v USA  | Premiéra v ČR     | Produkční kód | Sledovanost v USA (v milionech diváků) |
| ------------ | --------- | ------------------------- | -------------------- | --------------------- | ------------------------------ | --------------- | ----------------- | ------------- | -------------------------------------- |
| 43           | 1         | The New Hotness           | Nové žihadlo         | Bradley Buecker       | Molly Green a James Leffler    | 24. ledna 2023  | 15. března 2023   | 4CJW01        | 3,92                                   |
| 44           | 2         | The New Hot Mess          | Nová patálie         | Chad Lowe             | Bob Goodman                    | 31. ledna 2023  | 22. března 2023   | 4CJW02        | 4,05                                   |
| 45           | 3         | Cry Wolf                  | Planý poplach        | David Katzenberg      | Carly Soteras a Wolfe Coleman  | 7. února 2023   | 29. března 2023   | 4CJW03        | 3,80                                   |
| 46           | 4         | Abandoned                 | Opuštěný             | Christine Khalafian   | Jalysa Conway a Jamie Kessler  | 14. února 2023  | 5. dubna 2023     | 4CJW04        | 3,65                                   |
| 47           | 5         | Human Resources           | Lidské zdroje        | Félix Enríquez Alcalá | Molly Green a James Leffler    | 21. února 2023  | 12. dubna 2023    | 4CJW05        | 3,54                                   |
| 48           | 6         | This Is Not a Drill       | Tohle není cvičení   | Michael Medico        | Kelly Souders a Brian Peterson | 28. února 2023  | 19. dubna 2023    | 4CJW06        | 3,39                                   |
| 49           | 7         | Tommy Dearest             | Drahoušek Tommy      | Scott White           | Bob Goodman a Jamie Kessler    | 7. března 2023  | 26. dubna 2023    | 4CJW07        | 4,08                                   |
| 50           | 8         | Control Freaks            | Posedlí kontrolou    | Tori Garrett          | Jalysa Conway                  | 14. března 2023 | 3. května 2023    | 4CJW09        | 3,72                                   |
| 51           | 9         | Road Kill                 | Pirát silnic         | Brenna Malloy         | Carly Soteras a Wolfe Coleman  | 21. března 2023 | 10. května 2023   | 4CJW08        | 3,60                                   |
| 52           | 10        | Sellouts                  | Zapordanci           | Tessa Blake           | Molly Green a James Leffler    | 28. března 2023 | 17. května 2023   | 4CJW10        | 3,90                                   |
| 53           | 11        | Double Trouble            | Dvojité rande        | Bradley Buecker       | Jamie Kessler                  | 4. dubna 2023   | 24. května 2023   | 4CJW11        | 3,37                                   |
| 54           | 12        | Swipe Left                | Swipe doleva         | Steve Danton          | Carly Soteras                  | 11. dubna 2023  | 31. května 2023   | 4CJW14        | 3,48                                   |
| 55           | 13        | Open                      | Otevřeno             | John J. Gray          | Wolfe Coleman                  | 18. dubna 2023  | 7. června 2023    | 4CJW12        | 3,36                                   |
| 56           | 14        | Tongues Out               | Žaluji!              | Keith Tripler         | Bob Goodman                    | 25. dubna 2023  | 14. června 2023   | 4CJW13        | 3,35                                   |
| 57           | 15        | Donors                    | Dárci                | Brenna Malloy         | Kelly Souders a Brian Peterson | 2. května 2023  | 21. června 2023   | 4CJW15        | 3,69                                   |
| 58           | 16        | A House Divided           | Rozkol               | Tessa Blake           | Matt Solik                     | 9. května 2023  | 28. června 2023   | 4CJW16        | 3,37                                   |
| 59           | 17        | Best of Men               | Nejlepší muži        | Chad Lowe             | Tim Minear a Rashad Raisani    | 16. května 2023 | 5. července 2023  | 4CJW17        | 3,32                                   |
| 60           | 18        | In Sickness and In Health | V nemoci i ve zdraví | Bradley Buecker       | Tim Minear a Rashad Raisani    | 16. května 2023 | 12. července 2023 | 4CJW18        | 3,32                                   |

### Pátá řada (2024–2025)
| Č. v seriálu | Č. v řadě | Původní název   | Český název            | Režie               | Scénář                            | Premiéra v USA     | Premiéra v ČR      | Produkční kód | Sledovanost v USA (v milionech diváků) |
| ------------ | --------- | --------------- | ---------------------- | ------------------- | --------------------------------- | ------------------ | ------------------ | ------------- | -------------------------------------- |
| 43           | 1         | Both Sides, Now | Z obou stran           | Christine Khalafian | Molly Green a James Leffler       | 23. září 2024      | 27. listopadu 2024 | 5CJW01        | 3,04                                   |
| 62           | 2         | Trainwrecks     | Katastrofa             | Bradley Buecker     | Molly Green a James Leffler       | 30. září 2024      | 4. prosince 2024   | 5CJW02        | 2,81                                   |
| 63           | 3         | Cl2             | Cl2                    | Bradley Buecker     | Carly Soteras a Wolfe Coleman     | 7. října 2024      | 11. prosince 2024  | 5CJW03        | 2,93                                   |
| 64           | 4         | My Way          | Po mém                 | Chad Lowe           | Todd Harthan a Molly Savard       | 14. října 2024     | 18. prosince 2024  | 5CJW04        | 2,40                                   |
| 65           | 5         | Thunderstruck   | Jako po zásahu bleskem | Keith Tripler       | Christina M. Walker a Matt Solik  | 21. října 2024     | 25. prosince 2024  | 5CJW05        | 2,80                                   |
| 66           | 6         | Naked Truth     | Holá pravda            | Yangzom Brauen      | James Leffler a Jamie Kessler     | 4. listopadu 2024  | 1. ledna 2025      | 5CJW06        | 2,71                                   |
| 67           | 7         | Kiddos          | Děcka                  | Brenna Malloy       | Molly Green a Molly Savard        | 11. listopadu 2024 | 8. ledna 2025      | 5CJW07        | 2,76                                   |
| 68           | 8         | The Quiet Ones  | Tichošlápci            | Scott White         | Britt Wilkinson                   | 18. listopadu 2024 | 15. ledna 2025     | 5CJW08        | 2,80                                   |
| 69           | 9         | Fall From Grace | V nemilosti            | Dawn Wilkinson      | Christina M. Walker a Matt Solik  | 2. prosince 2024   | 22. ledna 2025     | 5CJW09        | 2,65                                   |
| 70           | 10        | All Who Wander  | Všichni zbloudilí      | Bradley Buecker     | Carly Soteras a Wolfe Coleman     | 20. ledna 2025     | 29. ledna 2025     | 5CJW10        | 2,42                                   |
| 71           | 11        | Impact          | Náraz                  | John J. Gray        | Charlotte L. Balogh a Annie Fawke | 27. ledna 2025     | 5. února 2025      | 5CJW11        | 3,12                                   |
| 72           | 12        | Homecoming      | Návrat domů            | Bradley Buecker     | Rashad Raisani                    | 3. února 2025      | 12. února 2025     | 5CJW12        | 3,34                                   |